# Новицька сільська рада
| Новицька сільська рада — орган місцевого самоврядування у Калуському районі Івано-Франківської області з адміністративним центром у с. Новиця. Водоймища на території, підпорядкованій даній раді: річка Урив. Сільській раді підпорядковані населені пункти: - с. Новиця - с. Зелений Яр |

## Склад ради
Рада складається з 20 депутатів та голови.

### Керівний склад ради
| ПІБ                         | Основні відомості                                                                | Дата обрання | Дата звільнення |
| --------------------------- | -------------------------------------------------------------------------------- | ------------ | --------------- |
| Головчак Володимир Іванович | Сільський голова, 1963 року народження, освіта, член Української Народної Партії | 26.03.2006   | 31.10.2010      |
| Головчак Володимир Іванович | Сільський голова, 1963 року народження, освіта, член Української Народної Партії | 31.10.2010   |                 |

Примітка: таблиця складена за даними джерела

## Історія
У 1951 році за рішенням райвиконкому № 467 село Зелений Яр виселили в Забузький район, ліквідували сільраду і приєднали територію до Новицької сільради та новицького колгоспу ім. Ворошилова (крім 61,6 га землі, переданих рішенням райвиконкому № 52 від 8 лютого 1952 р. до колгоспу імені Шевченка села Камінь Перегінського району).
20 травня 1986 року село Добровляни передане з Новицької сільради до Підмихайлівської, а 20 червня 1989 року відновлено село Зелений Яр шляхом виділення з села Новиця.
Сільрада 9 серпня 2018 року очолила Новицьку сільську громаду.